# 1997 PC4
1997 PC4 är en asteroid i huvudbältet som upptäcktes den 4 augusti 1997 av den slovakiska astronomen Herman Mikuž vid Črni Vrh-observatoriet.
Asteroiden har en diameter på ungefär 3 kilometer och den tillhör asteroidgruppen Astraea.